# Григорий II (экзарх Равенны)
Григорий II — экзарх Равенны с 666 по 678 годы.
Поддерживал архиепископа Равенны Мавра в его борьбе с папой. Во время его управления экзархатом византийский император Констант II вторгся в южную Италию.